# Kamieniec (Oświęcim)
Kamieniec – część miasta Oświęcimia, w jego południowo-zachodniej części, dawniej część Starych Stawów.
Jego osią jest ulica Kamieniec. Znajduje się tu Hotel Kamieniec. Na terenie dawnej żwirowni przy ulicy Kamieniec i wysypiska śmieci powstał „Park Pojednania Narodów”.
Włączony do Oświęcimia 6 października 1954 wraz ze Starymi Stawami